# Río Matucaré
Río Matucaré är ett vattendrag i Bolivia.   Det ligger i departementet Beni, i den norra delen av landet, 700 km norr om huvudstaden Sucre. Río Matucaré ligger vid sjön Las Habras Lake.
Trakten runt Río Matucaré består huvudsakligen av våtmarker. Trakten runt Río Matucaré är nära nog obefolkad, med mindre än två invånare per kvadratkilometer.